# ویجیانو
ویجیانو (به ایتالیایی: Viggiano) یک کومونه در ایتالیا است که در استان پوتنزا واقع شده‌است.

## خصوصیات
ویجیانو ۸۹٫۰۳ کیلومترمربع مساحت و ۳٬۱۴۸ نفر جمعیت دارد و ۱٬۰۲۳ متر بالاتر از سطح دریا واقع شده‌است.

## خواهرخوانده
شهرهای Gmina Połaniec، Vonitsa و Étoile-sur-Rhône خواهرخوانده‌های ویجیانو هستند.